# 牡丹峰站
牡丹峰站（朝鲜语：／ Moranbong yŏk */?），舊稱統一站（朝鲜语：／ Tongil yŏk */?）是朝鲜平壤地铁千里马线的一个车站，于1973年9月6日随千里马线一同启用，2024年1月隨著朝鮮改變半島問題方針政策而禁用原名，改以位於本站附近的牡丹峰命名。

## 车站周边
车站位于牡丹峰以南，和万寿台之间。
- 青年公園
- 牡丹峰
  - 牡丹峰野外劇場
- 千里馬像
- 万寿台
  - 金日成像
  - 朝鮮革命博物館
  - 万寿台議事堂（最高人民会议）
- 金正淑托儿所
- 儿童百貨店
- 玉流館

## 其他
本站自啟用至2024年之前稱統一站，2024年年初因朝鮮放棄朝鮮半島統一，並將韩国重新定義為「最敵對國家」的政策，此站的名稱在地鐵列車內的顯示屏被暫時刪去，僅顯示「站」（朝鲜语：／）字，此消息在俄羅斯駐朝鮮大使館官方Facebook账号於2024年2月20日發佈的照片中證實。2024年8月左右更名為牡丹峰站。